# 구로메촌
구로메촌(黒目村)은 히로시마현 고누군에 있던 촌이다. 현재의 쇼바라시의 일부에 해당한다.

## 역사
- 1889년 4월 1일 - 정촌제 시행에 의해 고누군 구로메촌이 단독으로 촌제를 시행해 구로메촌이 성립하였다.
- 1913년 2월 1일 - 고카촌, 가메다니촌, 나카료케촌과 합병, 료케촌이 신설해 폐지되었다.

## 참고문헌
- 角川日本地名大辞典 34 広島県
- 『市町村名変遷辞典』東京堂出版、1990年